# Aryloxygroep

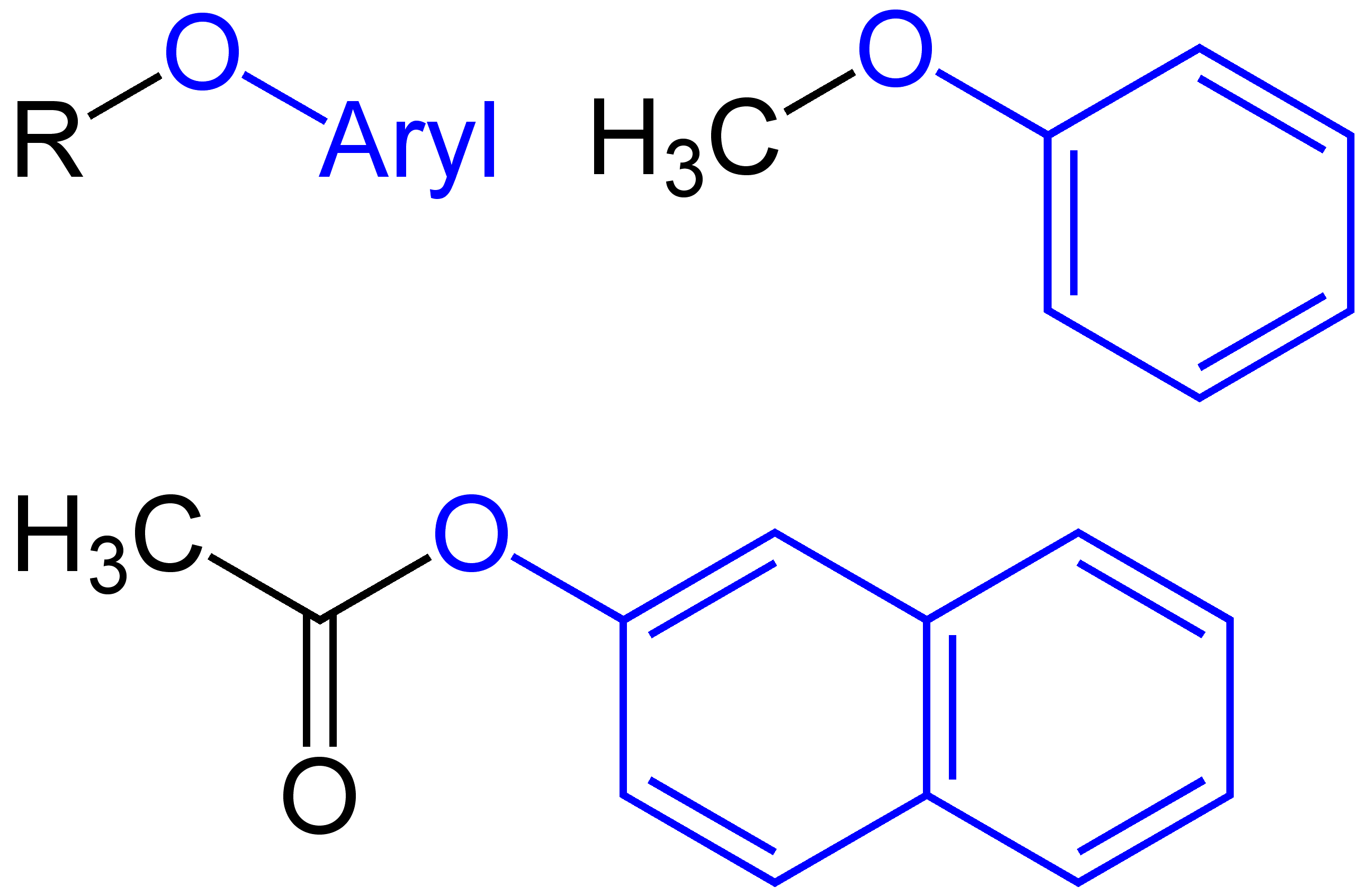
Een aantal structuurformules van aryloxygroepen: linksboven de algemene structuurformule, rechtsboven de fenoxygroep (afgeleid van fenol) en onderaan de naftoxygroep (afgeleid van 2-naftol).

De aryloxygroep is een functionele groep in de organische chemie, waarbij een arylgroep via een zuurstofatoom is verbonden met de rest van de organische verbinding.
Een veelvoorkomende aryloxygroep is de fenoxygroep, waarbij benzeen via een zuurstofatoom is gekoppeld aan de organische verbinding. Dergelijke verbinding kan bereid worden door de deprotonering van fenol, gevolgd door een SN2-reactie met een organisch substraat dat een leaving group bevat. Deze reactie staat bekend als de Williamson-ethersynthese.